# United Nations Global Defense Initiative
United Nations Global Defense Initiative er en fiktiv militær afdeling af FN, der præsenteres i computerspillene Command & Conquer, Command & Conquer: Tiberian Sun, opgraderingen Firestorm, Command & Conquer: Renegade, Command & Conquer 3: Tiberium Wars og slutteligt Command & Conquer 4: Tiberian Twilight. GDI's logo er en gylden ørn på hvid baggrund med en guldkant. 

## Navnet
Navnet United Nations Global Defense Initiative er den længste udgave af fire internt godkendte navne. De tre andre er Global Defense Initiative, UNGDI og GDI. GDI er internt det suverænt mest brugte navn, da det er nemmest og hurtigst ikke at skulle udtale det fulde navn konstant, og GDI er også tydeligt, man ved hvad der refereres til. Men som sagt er alle fire navne officielt godkendt. GDI og Global Defense Initiative bliver brugt i mere uofficielle sammenhænge, medens United Nations Global Defense Initiative og UNGDI mest bliver brugt, når det skal gøres klart at GDI er en underafdeling af FN (United Nations på engelsk).

## Officielle facts
- Grundlagt: 12. oktober 1995. Var den politiske afløser til "De Allierede", og al militært udstyr blev ved skiftet overdraget fra den ene organisation til den anden.

- Mandat: At sikre FN's interesser globalt.

- Hovedbase: I den første Tiberiumkrig var hovedbasen holdt hemmelig. Nogen tid efter krigen var vundet blev alle operationer flyttet ud til "Philadelphia-basen", der ligger i rummet.

- Militær styrke: Både kvantiteten af soldater og udstyr er klassificeret.

- Økonomisk styrke: Bliver støttet mest af FN, men også at private fonde og regeringer.

- Politisk styrke: GDI har ikke nogen reel politisk styrke. Alt, organisationen foretager sig er i FN's styrke. Deraf kan man uddrage, at GDI's styrke ligger i FN's styrke, der er temmelig stor.

- Relationer: Støttet af mange regeringer, der end ikke er med i FN.